# 6:00
"6:00" je prva pjesma s albuma Awake (izdan 1994. godine) američkog progresivnog metal sastava Dream Theater. Skladba sadrži kratki citat iz filma "The Dead" ("Six o' clock on a christmas morning...And for what? Well, isn't it for the honor of God aunt Kate? I know all about the honor of God Mary Jane."), posljednjeg filma kojeg je kao redatelj napravio slavni John Huston. Tekst pjesme napisao je Kevin Moore.

## Izvođači
- James LaBrie - vokali
- John Petrucci - električna gitara
- John Myung - bas-gitara
- Mike Portnoy - bubnjevi
- Kevin Moore - klavijature